# Polsat Sport HD
Polsat Sport 1 HD è una rete televisiva generalista polacca gestita e di proprietà di Cyfrowy Polsat che trasmette in lingua polacca.